# Vlahovići (Republika Serbska)
Vlahovići (cyr. Влаховићи) – wieś w Bośni i Hercegowinie, w Republice Serbskiej, w mieście Sarajewo Wschodnie, w gminie Pale. W 2013 roku liczyła 40 mieszkańców.